# السيد سميث يذهب إلى واشنطن (فلم)
السيد سميث يذهب إلى واشنطن (بالإنجليزية: Mr. Smith Goes to Washington) هو فيلم كوميدي تم إنتاجه في الولايات المتحدة وصدر في سنة 1939. الفيلم من إخراج فرانك كابرا.

## طاقم التمثيل
- جيمس ستيوارت
- جان ارثر

## الميزانية والإيرادات
بلغت تكلفة إنتاج الفيلم حوالي 1.5 مليون دولار بينما حقق أرباحا تقدر بـ 9,000,000 دولار.

### ترشيحات وجوائز
| السنة | الحدث  | الفئة     | النتيجة |
| ----- | ------ | --------- | ------- |
|       | أوسكار | أفضل فيلم | ترشـيـح |

## وصلات خارجية
- مقالات تستعمل روابط فنية بلا صلة مع ويكي بيانات

1. ↑  "معلومات عن السيد سميث يذهب إلى واشنطن (فيلم) على موقع sratim.co.il". sratim.co.il. مؤرشف من الأصل في 2019-12-11.
2. ↑  "معلومات عن السيد سميث يذهب إلى واشنطن (فيلم) على موقع cinemagia.ro". cinemagia.ro. مؤرشف من الأصل في 2005-05-14.
3. ↑  "معلومات عن السيد سميث يذهب إلى واشنطن (فيلم) على موقع kinopoisk.ru". kinopoisk.ru. مؤرشف من الأصل في 2019-09-04.